# Olaus Öhrlin
Olaus Öhrlin, född september 1707 i Örsjö socken, död 4 december 1768 i Vadstena stad, var en svensk präst.

## Biografi
Öhrlin föddes september 1707 i Örsjö socken. Han var son till bonden Per. Öhrlin började sina studier i Ystad och blev i december 1729 student vid Lunds universitet. 1741 blev han magister. Öhrlin prästvigdes 27 april 1742. Han reste utomlands 1745. Öhrlin blev 1746 baccalaureus theologiae i Rostocks universitet. Mellan åren 1748-1750 studerade han vid Åbo akademi. 26 april 1763 blev han kyrkoherde i Vadstena församling. Han blev teologie doktor vid Greifswalds universitet 19 februari 1764. Öhrlin avled 4 december 1768 i Vadstena stad och begravdes 12 december samma år i Vadstena klosterkyrka.
Ett porträtt av Öhlin hänger i Vadstena klosterkyrkas sakristia.

### Familj
Öhrlin gifte sig 1745 med Elisabeth Sophia Kehler (född 1711). Hon var dotter till apotekaren Daniel Kehler och Adelgunda Schultz. De fick tillsammans barnen Margareta Johanna (1748-1784) och Maria Elisabeth (1754-1833).